# Sauer (fabbrica d'armi)
La J. P. Sauer & Sohn GmbH (nota come Sauer) è una fabbrica tedesca d'armi leggere, principalmente pistole e fucili da caccia.

## Storia
Costituita a Suhl (Germania) nel 1751 da Johann Paul Sauer, l'azienda omonima rappresenta la più antica fabbrica d'armi tedesca ancora attiva. Inizialmente la ditta produceva soprattutto armi da difesa e per l'esercito, ma con il passare del tempo la produzione di armi da caccia ha preso sempre maggiore importanza.
Durante la seconda guerra mondiale la Sauer è divenuta, insieme alla Mauser, la principale fornitrice della Germania nazista con oltre 12 milioni di pezzi della carabina 98K e 44 000 pezzi della MP44 costruiti. Alla fine della guerra la produzione venne interrotta e la fabbrica fu espropriata e venne utilizzata dall'Unione Sovietica.
Il 26 marzo 1951 una parte della famiglia Sauer, emigrata nella Germania Ovest, fonda a Eckernförde la J. P. Sauer & Sohn spa ed è la prima ditta ad iniziare la produzione di armi dalla fine della guerra. Nel 1953 inizia una collaborazione con l'americana Weatherby per la produzione di armi da fuoco per gli Stati Uniti. Contemporaneamente, moltiplica la produzione di fucili da caccia. 
Nel 1976 la ditta viene rilevata dalla svizzera SIG ma ritorna in mani tedesche nel 2000, acquistata da Michael Lüke e Thomas Ortmeier.

## Modelli
Tra i modelli più conosciuti prodotti dalla Sauer vi sono la SIG P220, P225 (conosciuta anche come P6 e scelta da diverse polizie europee), la P226, P228, P229, P230 e la SIG SP2009. Tra i fucili da caccia, vi sono l'S202 e l'S205.
Tra i clienti della Sauer, oltre a sportivi e cacciatori vi sono l'FBI, la CIA e l'NCIS americane, così come la polizia di Germania, Svizzera e Francia. Anche le guardie svizzere sono equipaggiate con prodotti Sauer. L'Esercito svizzero è "accessoriato" con dei fucili e delle pistole di questa azienda.